# Cyclocheilaceae
Classification APG (1998)
Famille
Classification APG II (2003)
Classification APG III (2009)
La famille des Cyclocheilacées regroupe des plantes dicotylédones.
Cette famille est acceptée en classification phylogénétique APG (1998), qui l'assigne à l'ordre des Lamiales.
Mais elle n'est pas acceptée en classification phylogénétique APG II (2003) et classification phylogénétique APG III (2009), qui assignent ces plantes à la famille Orobanchaceae.
En classification classique de Cronquist (1981) cette famille n'existe pas.